# Butheoloides monodi
Espèce
Butheoloides monodi est une espèce de scorpions de la famille des Buthidae.

## Distribution
Cette espèce se rencontre au Sénégal et en Guinée-Bissau,.

## Étymologie
Cette espèce est nommée en l'honneur de Théodore Monod.

## Publication originale
- Vachon, 1950 : « Quelques remarques sur le peuplement en Scorpions du Sahara a propos d'une nouvelle espèce du Senegal: Butheoloides monodi. » Bulletin de la Societe Zoologique de France, vol. 75, no 4, p. 170-176.